# Aerangis concavipetala
Aerangis concavipetala är en orkidéart som beskrevs av Joseph Marie Henry Alfred Perrier de la Bâthie. 
Aerangis concavipetala ingår i släktet Aerangis och familjen orkidéer. Inga underarter finns listade i Catalogue of Life.